# Den mrtvých (svátek)
Den mrtvých (španělsky Día de Muertos, Día de los Muertos nebo Día de Todos Santos „Den Všech svatých“) je mexický svátek mrtvých spadající na katolické oslavy Všech svatých a Svátku zesnulých slavený od večera 31. října do 2. listopadu. V Mexiku je nejoblíbenějším a nejvýznamnějším svátkem, chápáným jako šťastné shledání mezi živými a mrtvými, a je slaven také v zemích s mexickou diasporou. Představuje synkretickou tradici spojující prvky z předkřesťanských náboženství Mexika, především aztéckého, s prvky španělskými, které v sobě zase synkretizují církevní a lidové tradice.
V roce 2003 svátek zařadilo UNESCO mezi Mistrovská díla ústního a nehmotného dědictví lidstva.

## Historie

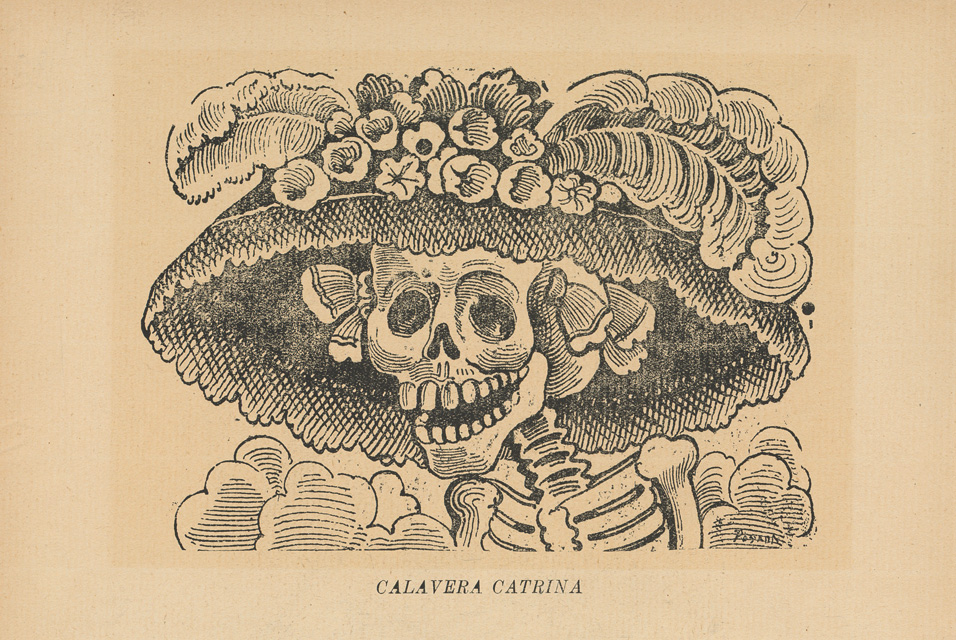
José Guadalupe Posada: La Calavera Catrina (publ. 1930)

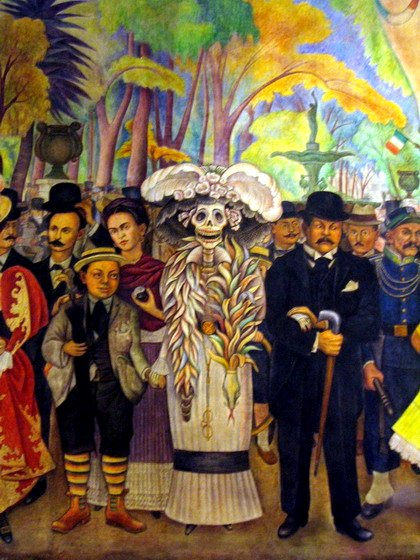
Diego Rivera: Detail malby Sueño de una tarde dominical en la Alameda Central

Tradice kultu smrti v Mexiku není nic nového, pochází již z předkolumbovského období. Podle aztécké mytologie odcházejí dospělí mrtví do jiného světa, který se jmenuje Mictlán a kde vládnou Pán a Paní smrti. Svět zesnulých dětí se jmenuje Chichihuacuauhco a rostou v něm stromy, z nichž teče mléko. Lidé věřili, že jednou do roka se mrtví vracejí na zem, jen tak, trochu si popovídat se svými příbuznými a přáteli a proto pro ně tolik netruchlili.

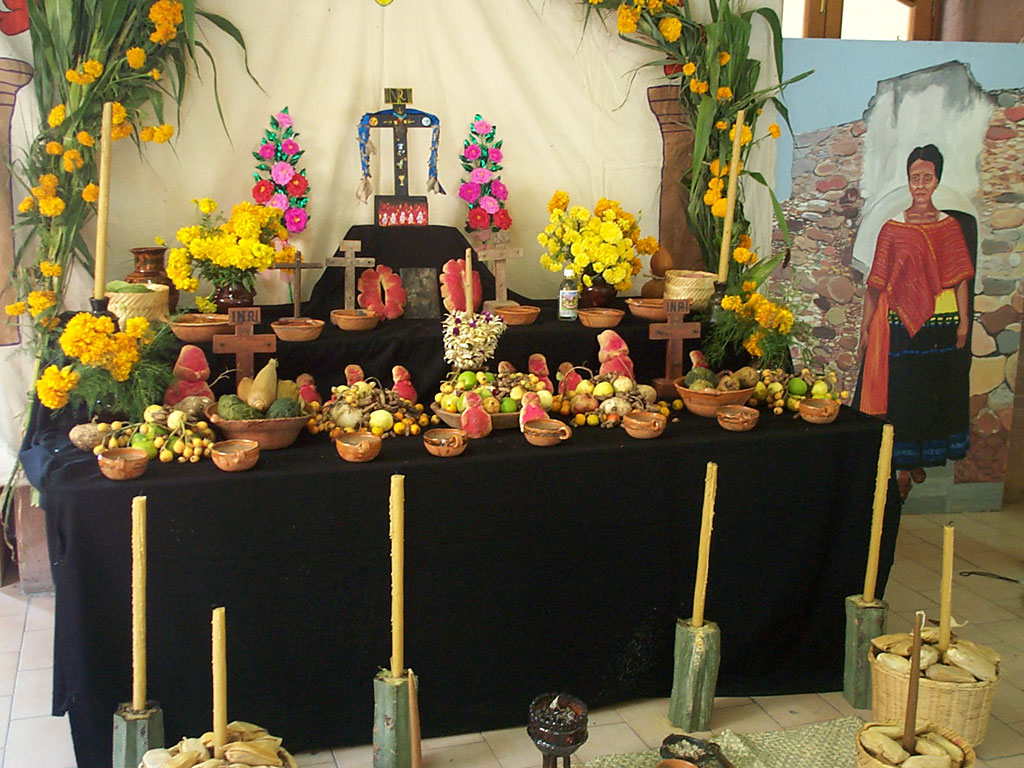
Tradiční oltář ke Dni mrtvých (Mexiko)

V dobách kolonialismu přišli se španělskými dobyvateli též misionáři a kněží, kteří spojili aztécký svátek s katolickými svátky zvanými Dušičky. Mexičané věří, že 1. listopadu se vrací na náš svět duše dětí a 2. listopadu duše dospělých a připravují předem pro své zemřelé (i živé) bohaté pohoštění. Jeho součástí jsou například malé cukrové lebky (calaveritas) nebo sladký chléb s ruličkami těsta, připomínajícími kosti (pan de muerto). Připravují se též všechna jídla a nápoje, které měl zemřelý rád a postaví se tradiční oltář buď doma ve vyhrazené místnosti, venku na zahradě, nebo přímo u hrobu zemřelého. Oltáře se zdobí barevnými vystřihovanými papíry, především oranžovými květinami, hlavně afrikány, které zahánějí zlé duchy, svícemi, ozdobnými předměty (v případě dětí hračkami), ovocem a oblíbenými pokrmy a nápoji. Na nejvyšším stupni oltáře se umísťuje fotografie zemřelého. Na hřbitovech se hroby dětí zdobí bílými květy, hroby dospělých červenými. Celé rodiny sem přicházejí strávit skoro celou noc. Jedí, pijí a zpívají na počest svých nebožtíků a věří, že se s nimi viděli a popovídali si s nimi. Tento piknik živých s mrtvými je jednou z nejzajímavějších folklórních událostí na světě. Vzhledem k mexické pohostinnosti, trvají oslavy zpravidla řadu dní.
Symbolem mexického Dne mrtvých se stala smrtka „Catrina“, nazvaná podle kresby známého mexického malíře a karikaturisty José Guadalupe Posady La Calavera Catrina (česky: Elegantní lebka). Catrinu proslavil známý mexický muralista Diego Rivera ve svém díle Sueño de una tarde dominical en la Alameda Central (Sen nedělního odpoledne v Alameda Central), kde se zpodobnil jako dítě, které smrtka drží za ruku. Za ním stojí jeho žena Frida Kahlo a na pravé straně je zobrazen malíř José Guadalupe Posada. Karikatury smrtek a kostlivců se vyrábějí z různých materiálů a mnozí lidé je v tento svátek využívají jako kostýmy.

## Zajímavosti
Anglosaskou obdobou svátku Dne mrtvých je Halloween, který se slaví 31. října převážně v USA, Kanadě, Velké Británii, Irsku, Austrálii, Novém Zélandu aj.
V České republice se oslavy mexického svátku Dne mrtvých konají např. v Praze u vstupu do Stromovky a v Náprstkově muzeu, ve Valdštejnské lodžii v Jičíně i na dalších místech.

## Fotogalerie

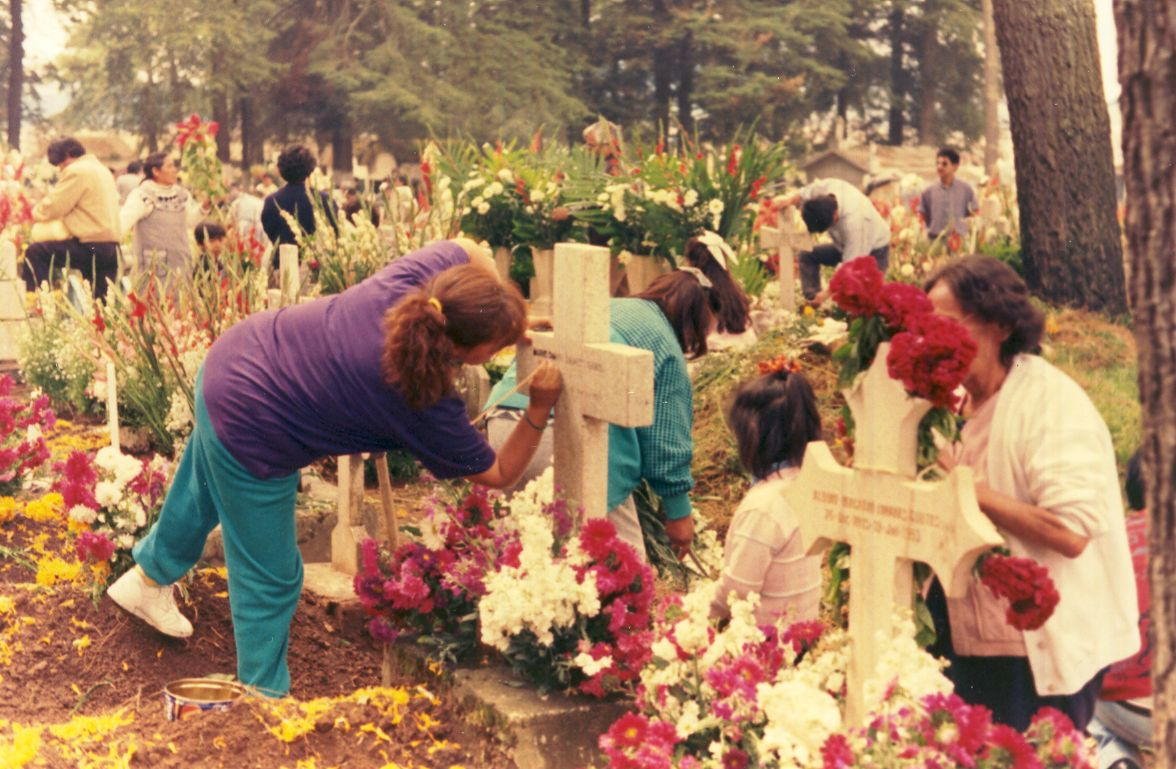
Zdobení hrobů
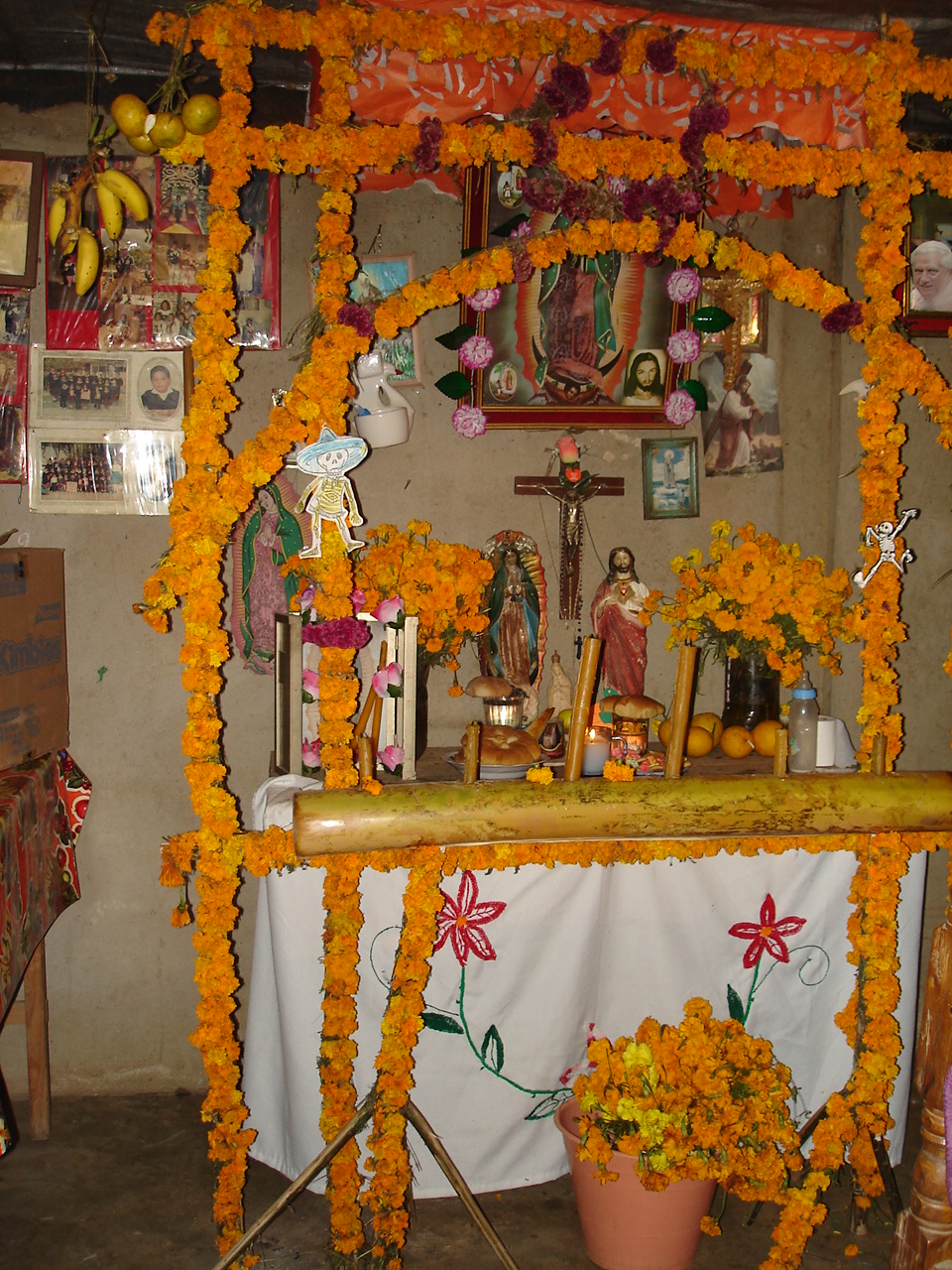
Domácí oltář (Hidalgo)
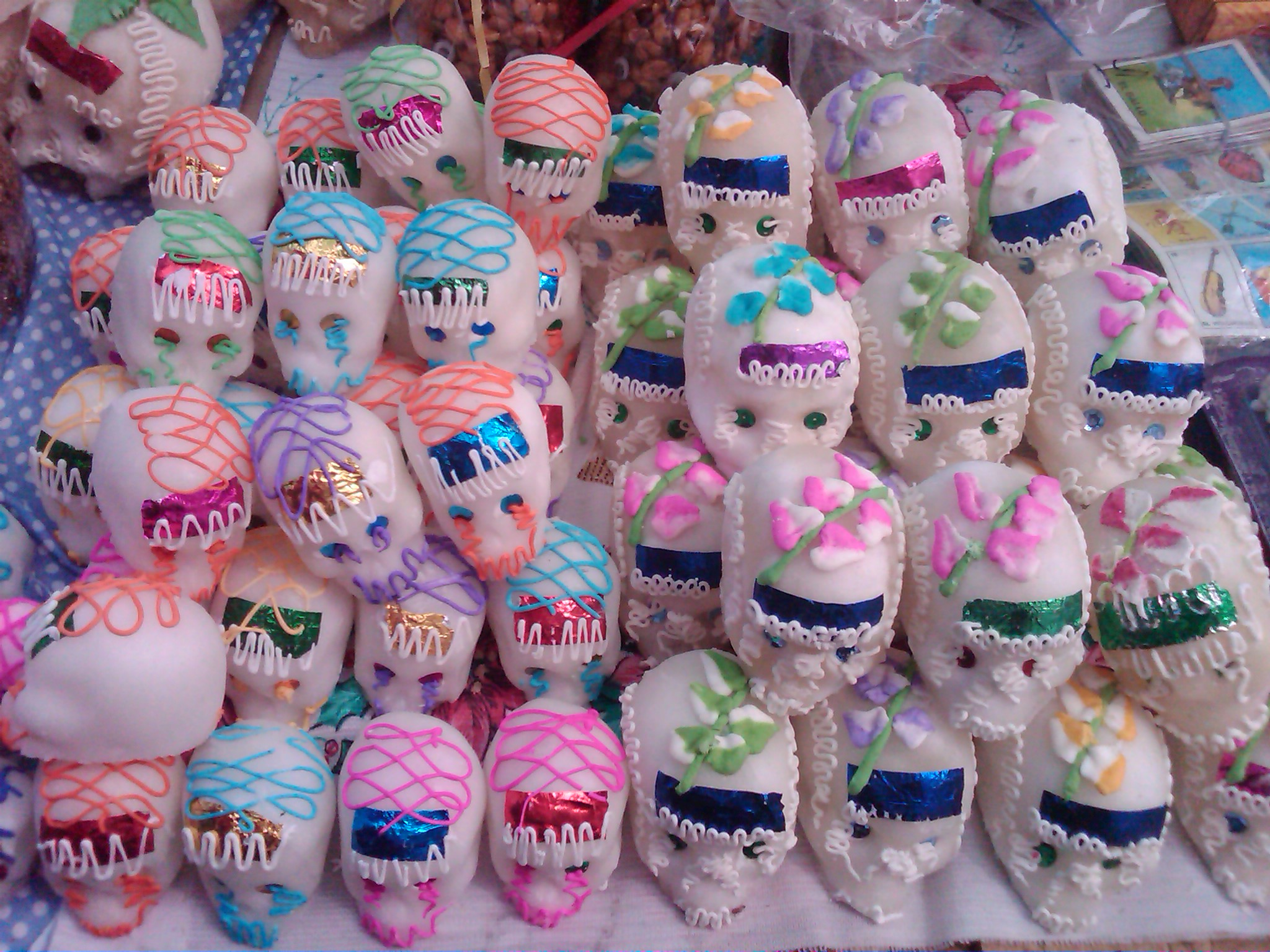
Tradiční cukroví (calaveritas)
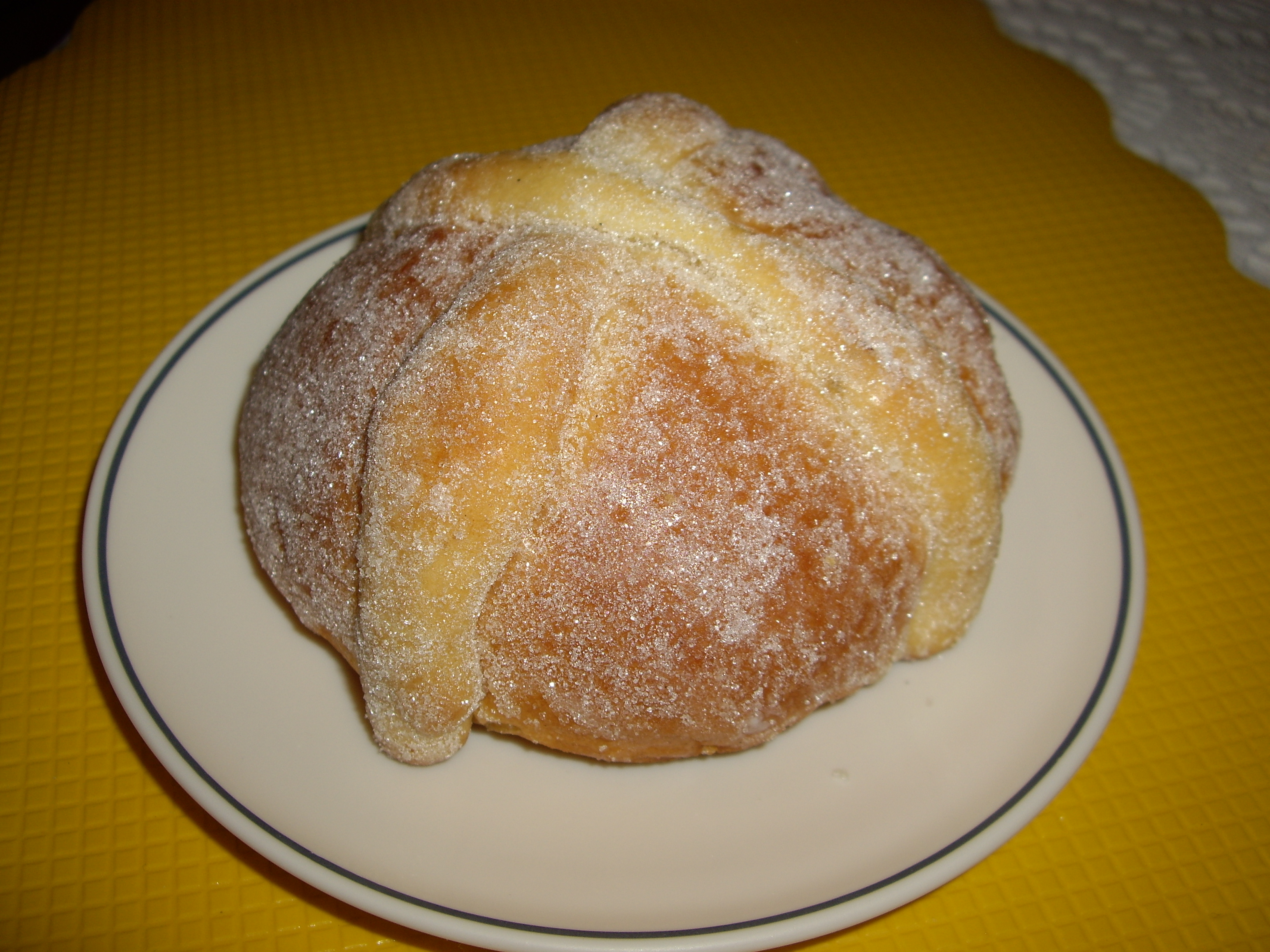
Sladký chléb (pan de muerto)